# ウルフ・スファンテ・フォン・オイラー
ウルフ・スファンテ・フォン・オイラー（Ulf Svante von Euler、1905年2月7日 - 1983年3月9日）は、スウェーデンの生理学者で薬理学者。神経伝達物質の研究で、1970年度のノーベル生理学・医学賞を受賞した。

## 人生
ウルフはストックホルムで、化学教授のハンス・フォン・オイラー＝ケルピンと植物学・地質学教授のアストリッド・クレーベという、二人の著名な科学者の間に生まれた。父のハンスはドイツ人で、1929年にノーベル化学賞を受賞している。母方の祖父のペール・テオドール・クレーベもウプサラ大学の化学教授で、ツリウム、ホルミウムという元素の発見者である。
このような由緒ある家柄に生まれ、幼い頃から科学、教育、研究に触れて育ったことから、ウルフが科学者を目指したのも驚くことではなく、彼は1922年にカロリンスカ研究所の医学部に進んだ。彼は赤血球沈降速度とレオロジーの専門家であるロビン・ファーレウスの下で、血管収縮物質の病態生理学の研究を行った。彼は1930年に博士号を取得し、同年、薬理学の助手に採用された。1930年から31年にかけて、ウルフはロチェスター大学のフェローとなり、外国でポスドクとして研究を行う機会に恵まれた。
彼はイギリスに行き、ロンドンのヘンリー・ハレット・デール、バーミンガムのバーグ・デールの下で研究を行い、次いで大陸に渡ってベルギー・ヘントのコルネイユ・ハイマンス、ドイツ・フランクフルトのグスタフ・エムデンの下でも研究を行った。さらに1934年にはロンドンに戻り、アーチボルド・ヒルについて生物物理学を学び、1938年にはG.L.ブラウンについて神経-筋肉間の情報伝達について学んだ。1946年から47年にかけてはブエノスアイレスでバーナード・ウッセイにより設立された生物学・医学研究所のエドゥアルド・ブラウン・メネンデスの研究室で働いた。優秀な研究者を嗅ぎ分ける彼の嗅覚が優れているということは、デール、ハイマンス、ヒル、ウッセイがみな後に、ノーベル生理学・医学賞を受賞していることからも窺い知ることができる。1973年王立協会外国人会員選出。
ウルフは第二次世界大戦後に、ケーニヒスベルクのラジオ局で働いていたダグマー・クロンステッドと結婚した。

## 研究
ポスドクとして短期間、デールの研究室に滞在していた間は、彼にとって実りの多い期間であった。1931年、彼はジョン・ギャダムとともに神経伝達物質としても働く重要なペプチドであるサブスタンスPを発見した。ストックホルムに戻っても彼はこの研究を続け、4つの重要な、内因性活性化物質を発見した。1935年にプロスタグランジンとベシグランジン、1942年にピペリジン、1946年にはノルアドレナリンを発見している。
1939年に彼はカロリンスカ研究所の生理学教授になり、1971年に退官した。また、ゲラン・リルジェストランドとの共同研究で、肺の酸素の局地的な減少に対して生理学的に動脈にシャントを形成するという、オイラー=リルジェストランド機構という、重要な発見をした。
しかし、ノルアドレナリンが発見された1946年以降、ウルフらは病的な状態にある生物の組織と神経系の研究に没頭し始めた。そして、ノルアドレナリンはシナプスの末端に貯まるという画期的な発見をした。1970年、彼はベルンハルト・カッツ、ジュリアス・アクセルロッドとともにノーベル生理学・医学賞を受賞した。彼はノーベル財団でも1953年以降、ノーベル委員会の生理学・医学部門の委員として、また1965年からは委員長として働いていた。彼は、1965年から1967年にかけて国際病理学会の会長を務めている。またノーベル賞以外にも様々な賞を受賞している。1961年にはガードナー賞、1965年にはジャーレ賞、1967年にはストーファー賞、1953年にはカール・ルードヴィッヒメダル、1969年にはシュミードバーグ・プラケット、1970年にはラ・マドニーナを受賞し、さらに世界中の大学から名誉博士号を贈られ、多くの学会の会員に選ばれている。